# Rhombopsammia
Rhombopsammia är ett släkte av koralldjur. Rhombopsammia ingår i familjen Micrabaciidae.
Kladogram enligt Catalogue of Life:
| Rhombopsammia | \| \| Rhombopsammia niphada \| \| \| \| \| \| Rhombopsammia squiresi \| \| \| \| |
|               | \| \| Rhombopsammia niphada \| \| \| \| \| \| Rhombopsammia squiresi \| \| \| \| |
|               | Leptopenus                                                                       |
|               |                                                                                  |
|               | Letepsammia                                                                      |
|               |                                                                                  |
|               | Stephanophyllia                                                                  |
|               |                                                                                  |
|               | Rhombopsammia niphada                                                            |
|               |                                                                                  |
|               | Rhombopsammia squiresi                                                           |
|               |                                                                                  |

|  | Rhombopsammia niphada  |
|  |                        |
|  | Rhombopsammia squiresi |
|  |                        |